# ラナ・コンドル
ラナ・コンドル（Lana Condor, 1997年5月11日-）はアメリカ合衆国の女優である。『好きだった君へのラブレター』三部作で主人公のララ・ジーン・コヴィーを演じたことで知られる。

## 来歴

### 女優デビュー前
1997年5月11日、チャン・ドン・ラン（ベトナム語: Trần Đồng Lan／陳彤蘭）はベトナムのカントーで生まれた。生まれてから数ヶ月ほど、ランは孤児院で暮らしていたが、10月6日にコンドル家の養子となった。洗礼を受けた後、ランはラナ・テレーズ・コンドルに改名した。養父のボブ・コンドルはピューリッツァー賞に2回ノミネートされたことのあるジャーナリストで、ヤフー・スポーツの副社長を務めたこともあった。一家は居をシカゴ→ワシントン州のウィドビー島→ニューヨークと移していった。
子供の頃から、コンドルはバレエを習っていたが、成長するにつれて、ダンスやコメディ、演技の訓練を積むようになった。2015年、コンドルはロサンゼルスのノートル・ダム・アカデミーを卒業し、翌年にはロヨラ・メリーマウント大学への入学資格を得た。

### 女優として
2016年、コンドルは『X-MEN:アポカリプス』でジュビリー役に抜擢され、同作が女優としてのデビュー作となった。同年、ピーター・バーグ監督の『パトリオット・デイ』にも出演を果たした。
2018年、コンドルはNetflixが配信する映画『好きだった君へのラブレター』で主人公のララ・ジーン・コヴィーを演じた。同作のヒットによって、コンドルは一躍世界中で名前が知られるようになった。2019年、コンドルはSyfyのドラマ『DEADLY CLASS』に出演した。彼女にとって、テレビドラマで主役級の役を演じるのは初めてのことであった。
その後もコンドルは映画界を中心に順調にキャリアを積み上げている。

## 出演作品

### 映画
| 公開年 | タイトル                                                                   | 役名                         | 注記   |
| ------ | -------------------------------------------------------------------------- | ---------------------------- | ------ |
| 2016   | X-MEN:アポカリプス X-Men: Apocalypse                                       | ジュビリー                   |        |
| 2016   | パトリオット・デイ Patriots Day                                            | リー                         |        |
| 2018   | 好きだった君へのラブレター To All the Boys I've Loved Before               | ララ・ジーン・コヴィー       |        |
| 2019   | アリータ: バトル・エンジェル Alita: Battle Angel                           | コヨミ                       |        |
| 2019   | Summer Night                                                               | Lexi                         |        |
| 2020   | 好きだった君へ: P.S.まだ大好きです To All the Boys: P.S. I Still Love You  | ララ・ジーン・コヴィー       | [ 14 ] |
| 2020   | Girls Night                                                                | Alex                         |        |
| 2021   | 好きだった君へ: これからもずっと大好き To All the Boys: Always and Forever | ララ・ジーン・コヴィー       | [ 15 ] |
| 2023   | ルビー・ギルマン、ティーンエイジ・クラーケン Ruby Gillman, Teenage Kraken  | ルビー・ギルマン（声の出演） | [ 16 ] |
| TBA    | Ballerina Overdrive                                                        |                              |        |

### テレビ番組
| 放送年 | タイトル                                 | 役名           | 注記             |
| ------ | ---------------------------------------- | -------------- | ---------------- |
| 2017   | High School Lover                        | Allison        | テレビ映画       |
| 2019   | DEADLY CLASS Deadly Class                | サヤ・クロキ   |                  |
| 2019   | リラックマとカオルさん                   | カオル         | 英語版の吹き替え |
| 2019   | ボージャック・ホースマン BoJack Horseman | 助手のケイシー | 声の出演         |